# José del Castaño Cardona
José del Castaño y Cardona (25 de julio de 1895-Madrid, 9 de septiembre de 1973) fue un diplomático español que ocupó diversos cargos durante la dictadura franquista.

## Biografía
Fue diplomático de carrera. Entre diciembre de 1932 y junio de 1936 desempeñó la jefatura de la Sección de Política de Ultramar y Asia en el Ministerio de Estado. Tras el estallido de la Guerra civil, Del Castaño se unió a los sublevados; por ello, el gobierno republicano lo separó del servicio. No obstante, en febrero de 1937 fue nombrado miembro de la Secretaría de Relaciones Exteriores con sede en Salamanca.Unos meses después (el 15 de agosto) fue nombrado delegado nacional del Servicio Exterior de Falange. Al frente de este organismo se aseguró de organizar el servicio exterior y canalizar toda la propaganda falangista hacia Hispanoamérica. El 27 de mayo de 1939 fue sustituido por Rafael Sánchez Mazas, y Del Castaño pasó a ocupar el cargo de Inspector general de Falange Exterior a lo largo del siguiente año.
En noviembre de 1940 fue nombrado Cónsul general de Filipinas y jefe provincial de la Falange Filipina. Este doble nombramiento se debió a los problemas que había habido con anterioridad entre los jefes de la Falange filipina y la oligarquía local hispano-filipina, especialmente en el caso del falangista Martín Pou. Castaño, sin embargo, no llegó a Filipinas hasta julio de 1941, y en Manila se topó con la desconfianza de las autoridades norteamericanas, conocedoras de su pasado. Durante la Segunda Guerra Mundial, después de que el archipiélago filipino fuera ocupado por los japoneses, Castaño mantuvo una actitud colaboracionista con las autoridades niponas. Ello le valió para ser brevemente arrestado por los norteamericanos en 1945, después de que estos reconquistaran Manila, y posteriormente deportado a la España franquista.
Durante la Dictadura franquista ejerció otros cargos. En 1949, mientras se encontraba destinado en Cuba, las autoridades locales presionaron al gobierno de Madrid para que trasladasen a Castaño fuera de la isla; Castaño tenía muy mala reputación entre una parte de la población cubana por su anterior papel en Filipinas y por las acusaciones de que había organizado una red de espionaje nazi-fascista. Las presiones surtieron efecto y poco después Castaño fue traslado a la legación de Buenos Aires. Posteriormente llegaría a ejercer el cargo de embajador en Egipto, Sudán y Dinamarca. Se jubiló en 1965.
Falleció en Madrid el 9 de septiembre de 1973.

## Distinciones
- Gran Cruz de la Orden de Isabel la Católica (1958)[17]